# Горелик, Пётр Залманович
Пётр За́лманович Горе́лик (27 мая 1918, Харьков — 16 февраля 2015, Санкт-Петербург) — советский военный деятель, командир бронепоезда «Коломенский рабочий», литературовед, специалист по творчеству Бориса Слуцкого.

## Биография
В Красной Армии с 1937 года. Окончил до войны артиллерийское училище и после войны Военную академию им. М. В. Фрунзе. Участник Великой Отечественной войны с января 1942 года.
Участник Орловской битвы, форсирования Днепра, Белорусской, Висло-Одерской и Берлинской операций.
Вместе с бронепоездом встретил победу на побережье Балтийского моря севернее Берлина.
Полковник в отставке, кандидат военных наук.
П. З. Горелик — составитель ряда посмертных сборников стихотворений Бориса Слуцкого, в том числе неопубликованного творческого наследия поэта, а также автор литературоведческих и биобиблиографических работ о нём. Среди них — «Теперь Освенцим часто снится мне» (СПб: Журнал «Нева», 1999), «О других и о себе» (М.: Вагриус, 2005), «Борис Слуцкий: Воспоминания современников» (СПб: Журнал «Нева», 2005). Опубликовал воспоминания, рассказы, публицистические произведения.
Был женат на актрисе Ирине Павловне Рафес (1927—2008), дочери энтомолога, доктора биологических наук П. М. Рафеса.
Похоронен на Смоленском православном кладбище Санкт-Петербурга.

## Награды
- Награждён орденами Красного Знамени, Отечественной войны II степени (двумя), Красной Звезды (тремя) и медалями.

## Книги
- П. З. Горелик. Служба и дружба: Попытка воспоминаний. — СПб.: Журнал «Нева», 2003. — 349 с. ISBN 5-87516-039-X.
- Борис Слуцкий: воспоминания современников / Горелик П. З., вступительная статья, составление. — СПб.: Журнал «Нева», 2005. — 559 с. ISBN 5-87516-069-1.
- П. З. Горелик. Отважное копьё, или Трусливая стрела. СПб: Геликон Плюс, 2007.
- П. З. Горелик, Н. Л. Елисеев. По теченью и против теченья. Борис Слуцкий: жизнь и творчество. М.: Новое литературное обозрение, 2009.